# Nekomimi

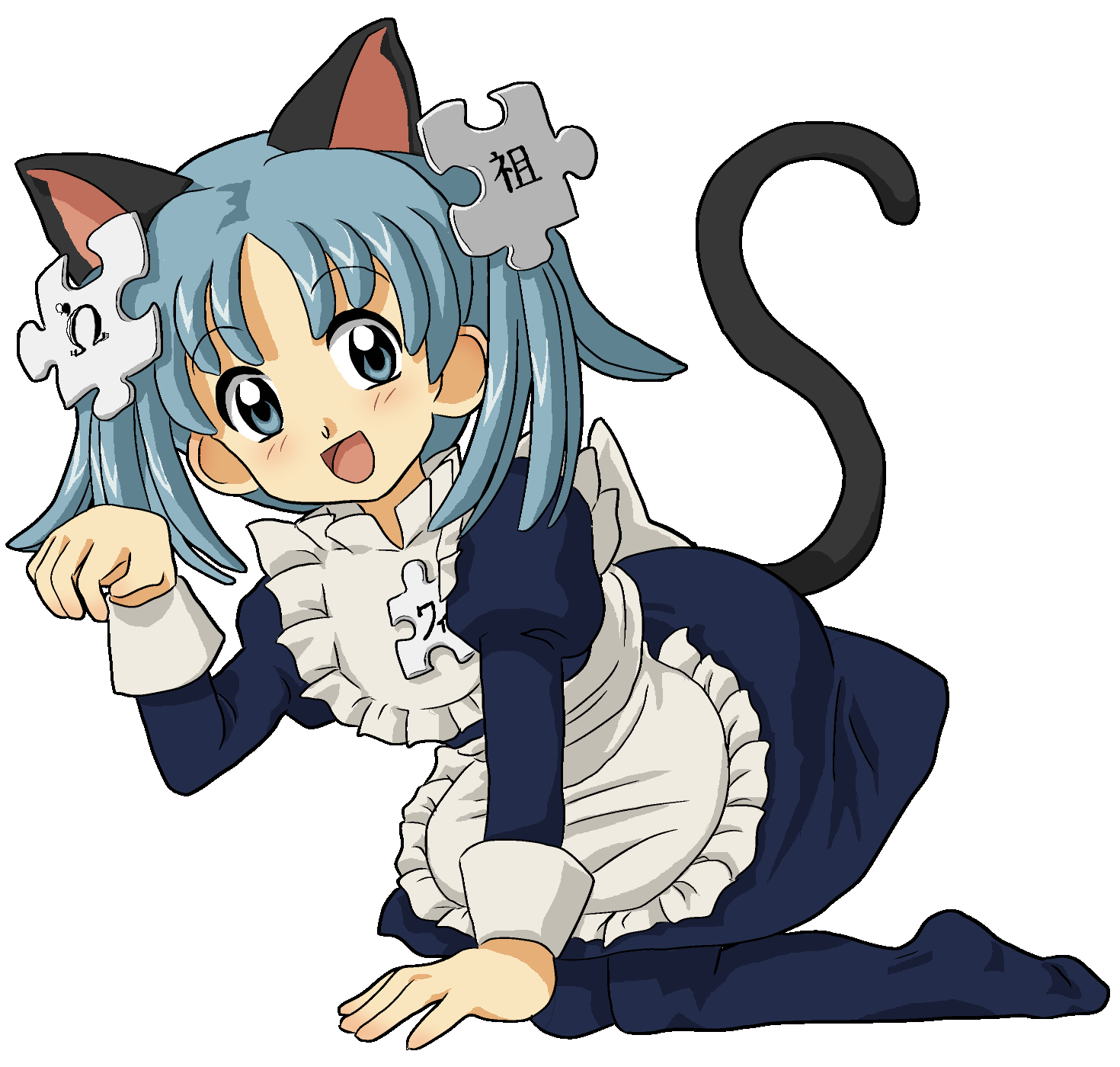
Wikipe-tan, nhân cách hóa của Wikipedia, trong hình dạng một nekomimi.

Nekomimi (猫耳 miêu nhĩ), tên tiếng Anh là catgirl, là một kemonomimi nữ có những đặc điểm giống như mèo, chẳng hạn như tai mèo, đuôi mèo, hoặc các đặc điểm khác của mèo trên cơ thể con người. Họ không phải là mèo theo nghĩa đen mà là những người có vẻ ngoài trông giống mèo. Nekomimi thường xuất hiện trong nhiều tác phẩm hư cấu khác nhau, đặc biệt là trong anime, manga và cả trong một số trò chơi điện tử. Ở một số nước nói tiếng Anh, catboy là thuật ngữ chỉ nam giới tương đương với kiểu nhân vật nói trên.

## Tên gọi và đặc điểm ngoại hình
Trên thực tế, tên đúng của dạng nhân vật này là nekomusume (猫娘 miêu nương), nhưng cái tên nekomimi tỏ ra thông dụng hơn. Ngoài ra người Nhật còn có tên gọi kemonomimi (獸耳 thú nhĩ) dùng để ám chỉ các dạng nhân vật không mang tai mèo và đặc tính "mèo", mà mang đặc tính các loài động vật hữu nhũ khác như thỏ, cáo, chó (hiếm hơn).
Những miêu nhĩ thường mang những chiếc găng tay ngoại cỡ và những chiếc giày có hình dáng giống bàn chân chó mèo. Đôi khi các nhân vật không mang đôi tai mèo nhưng cách buộc tóc khiến người ta tưởng là có đôi tai mèo trên đầu. Đối với các miêu nhĩ phương Đông, thường các đặc điểm của loài mèo chỉ xuất hiện ở mức tối thiểu, ví dụ như mắt có đồng tử dọc giống mèo, đuôi mèo, tai mèo (thường có màu lông tai khác với màu tóc). Nhiều hình vẽ về miêu nhĩ mang cả tai mèo lẫn tai người, có thể bức hình ám chỉ đôi tai mèo là giả. Các miêu nhĩ của phương Tây mang nhiều đặc tính của loài mèo hơn, ví dụ việc toàn bộ cơ thể bao phủ bởi lông mèo và việc mang móng vuốt của mèo là hai đặc điểm nổi bật về diện mạo của miêu nhĩ phương Tây (tất nhiên vẫn có trường hợp ngoại lệ).

## Đặc điểm tính cách
Trong các tác phẩm, những nhân vật (con người) đôi khi được cho "mọc" thêm tai mèo và đuôi mèo nhằm thể hiện tính cách dễ bị kích động của họ. Cách làm này tương tự như hiệu ứng super deformed và là một phong cách nghệ thuật thường thấy trong các manga.
Đôi khi, miệng của các nhân vật trong anime và manga thường biến thành hình dạng gần giống như miệng mèo. Việc này có mục đích nhấn mạnh những suy nghĩ và lời bình phẩm tinh quái của nhân vật đó. Đối với trường hợp tương tự của các nhân vật nam, thường họ "bị" mang thêm các đặc điểm của chó và của sói nhiều hơn là của mèo. Hình tượng chó sói "lone-wolf" rất phổ biến khi miêu tả các nhân vật nam ủ ê, hung hăng hay bị cô lập khỏi xã hội, còn hình tượng chó thì dành cho các nhân vật nam mang tính cách "nổi loạn" nhưng hiền lành, vô hại và đáng yêu hơn.
Trong một số manga và anime, những nhân vật nam được miêu tả trong hình dạng của các miêu nhĩ giống như các nhân vật nữ. Những nhân vật nam này thường được gọi là những miêu nam (catboy). Các miêu nam thuộc dạng Bishōnen (美少年 mỹ thiếu niên) thường xuất hiện nhiều trong các manga thuộc dạng shōjo và yaoi.
Trong các manga shōnen, một miêu nhĩ (thường là nhân vật phản diện) có thể được thể hiện như là lãnh đạo của các nhóm với thành viên là các loài vật mang hình dạng con người (anthropomorphic animal). Một trong những yếu tố running gag đặc trưng của các miêu nhĩ là, họ thường kết thúc câu nói của họ bằng tiếng nya, từ tượng thanh của Nhật Bản thể hiện tiếng kêu "meo meo" của loài mèo.

## Đón nhận
Nhà phê bình văn hóa người Nhật Azuma Hiroki đã tuyên bố rằng các đặc điểm của nekomimi như là tai mèo và giọng nói giống mèo là những ví dụ của yếu tố moe. Hiroki lập luận rằng mặc dù một số biểu hiện tình dục của otaku có thể liên quan đến hình ảnh nekomimi, nhưng rất ít otaku có nhận thức về tình dục để hiểu tại sao những hình ảnh đó có thể bị coi là biến thái. Trong một bài phê bình năm 2010 về bộ manga Loveless, nhà văn hoạt động nữ quyền T. A. Noonan lập luận, trong văn hóa Nhật Bản, nekomimi có vai trò tương tự như Playboy Bunny trong văn hóa phương Tây, đóng vai trò là sự tôn sùng cho sự ngây thơ nhỏ tuổi.